# Guy Charles Williams
Sir Guy Charles Williams, britanski general, * 1881, † 1959.